# 시카고촌
시카고촌(四箇郷村)은 와카야마현 가이소군에 있던 촌이다. 

## 역사
- 1889년 4월 1일 - 정촌제 시행에 수반해 나구사군 시카고촌이 성립하였다.
- 1896년 4월 1일 - 군 통합에 의해 가이소군에 소속되었다.
- 1955년 6월 1일 - 와카야마시에 편입해, 동일 시카고촌은 폐지되었다.

## 참고문헌
- 大日本篤農家名鑑編纂所『大日本篤農家名鑑』1910年。
- 牛乳新聞社『大日本牛乳史 附・乳業者名鑑・乳業者名簿』1934年。